# Sungai Liang
Sungai Liang est une petite commune du district de Belait, dans le mukim (province) de Liang au Brunei.

## Géographie

### Localisation
La petite commune est située à 73,9 km de Bandar Seri Begawan, la capitale du Sultanat de Brunei.

### Communes limitrophes
Les deux communes limitrophes sont Tunggulian et Kampung Sungai Liang.

### Hydrographie
Aucun cours d'eau ne passe à Sungai Liang mais la commune est située à proximité de la plage Water Sport Lumut Beach qui est bordée par la Mer de Chine méridionale.

### Catastrophes naturelles
Le 20 janvier 2009, le village est victime de fortes pluies qui ont causé des inondations torrentielles causant deux morts dans les districts de Brunei-Muara et de Belait.

### Voies de communication et transports
La route Jln Tengah traverse la commune d'est en ouest.

## Histoire

### XVeetXVIesiècles
Entre le XVe et le XVIIe siècle, le sultanat de Brunei est placé sous protectorat britannique. Ainsi, des colonies se sont formées autour de la commune de Sungai Liang.

### XXIesiècle
Le parc industriel de Sungai Liang, plus connu sous le nom de SPARK, est un site de 271 hectares (670 acres) dédié par le gouvernement à être développé en tant que zone industrielle pour l'industrie pétrochimique, tirant parti de son emplacement à proximité du pétrole et industrie du gaz dans le district. Il abrite actuellement une usine de méthanol appartenant à la Brunei Methanol Company, une coentreprise entre Petroleum Brunei, une société pétrolière et gazière appartenant à l'État, et deux sociétés japonaises, à savoir Mitsubishi Gas Chemical et Itochu. Il a commencé sa première expédition en 2010 et a depuis produit 850 000 tonnes de méthanol par an.
Il y aura également une usine de démonstration d'hydrogénation dans la région ; elle est actuellement en construction et devrait être achevé d'ici 2019. Cette usine est développée par le consortium japonais AHEAD et vise à produire 210 tonnes d'hydrogène liquéfié, dans lequel le gaz sera obtenu à partir de l' usine de GNL de Brunei. Le produit sera exporté pour le marché intérieur japonais. Le premier lot devrait être utilisé comme carburant pour 3 000 voitures utilisées lors des Jeux olympiques d'été de Tokyo en 2020.
Une usine d'engrais devrait également être construite sur le site ; l'usine est développée par le conglomérat allemand ThyssenKrupp et devrait fonctionner d'ici 2021.